# Pinchote
Pinchote là một khu tự quản thuộc tỉnh Santander, Colombia. Thủ phủ của khu tự quản Pinchote đóng tại Pinchote Khu tự quản Pinchote có diện tích 52 ki lô mét vuông. Đến thời điểm ngày 28 tháng 5 năm 2005, khu tự quản Pinchote có dân số 3029 người.